# Отрожка (село)
Отро́жка — упразднённое село в Новоусманском районе Воронежской области. В 1938 году село включено в состав рабочего посёлка Отроженский и исключено из учётных данных. Ныне район Старая Отрожка в Железнодорожном районе города Воронеж.

## Названия
Исторические названия — Рожки, Трегубов починок, Отрожки. В начале XX века станции Раздельная, располагающаяся севернее села была переименована в Отрожка (по селу, но в именительном падеже). Со временем название станции было перенесено и на само село.

## История
Деревня Отрожка (Отрожки, Рожки, Атрошки, Трегубово) возникла в XVII веке на левом берегу реки Воронеж и относилась к владениям Алексеевского Акатова монастыря. Жители деревни во второй половине XVIII столетия именовались экономическими, а затем и государственными крестьянами. Деревня относилась к Придаченской волости Воронежского уезда. Перед отменой крепостного права здесь проживало 700 жителей в 94 дворах. В конце 60-х годов XIX века была построена железная дорога до Воронежа, недалеко от деревни была заложена станция Раздельная, которая позже стала именоваться Отрожкой. С появлением железной дороги число жителей в деревне резко возросло.
В начале XX века в деревне было решено построить церковь во имя Казанской иконы Божией Матери. Эта церковь стала последним храмом на территории современного Воронежа, строительство которого было начато до Октябрьской революции.
В 1930-е годы село являлось центром Отроженского сельсовета Новоусманского района Центрально-Чернозёмной области.
Постановлением облсовета от 4.12.1938 года село включено в состав рабочего посёлка Отроженский.

## Население
| 1859 | 1886 | 1900  | 1932  |
| ---- | ---- | ----- | ----- |
| 701  | ↗950 | ↗1307 | ↗2040 |